# Oltre l'orizzonte (dramma)
Oltre l'orizzonte (Beyond the Horizon) è un dramma di Eugene O'Neill, debuttato al Morosco Theatre, Broadway nel 1920. Il dramma è stato il primo successo dello scrittore e gli valse il primo dei quattro Premio Pulitzer per la drammaturgia vinto nel corso della sua carriera. Come molte delle opere di O'Neill, il dramma parla di una famiglia disfunzionale e, nello specifico, del rapporto travagliato tra i due fratelli  Andrew e Robert.